# Art postmodern

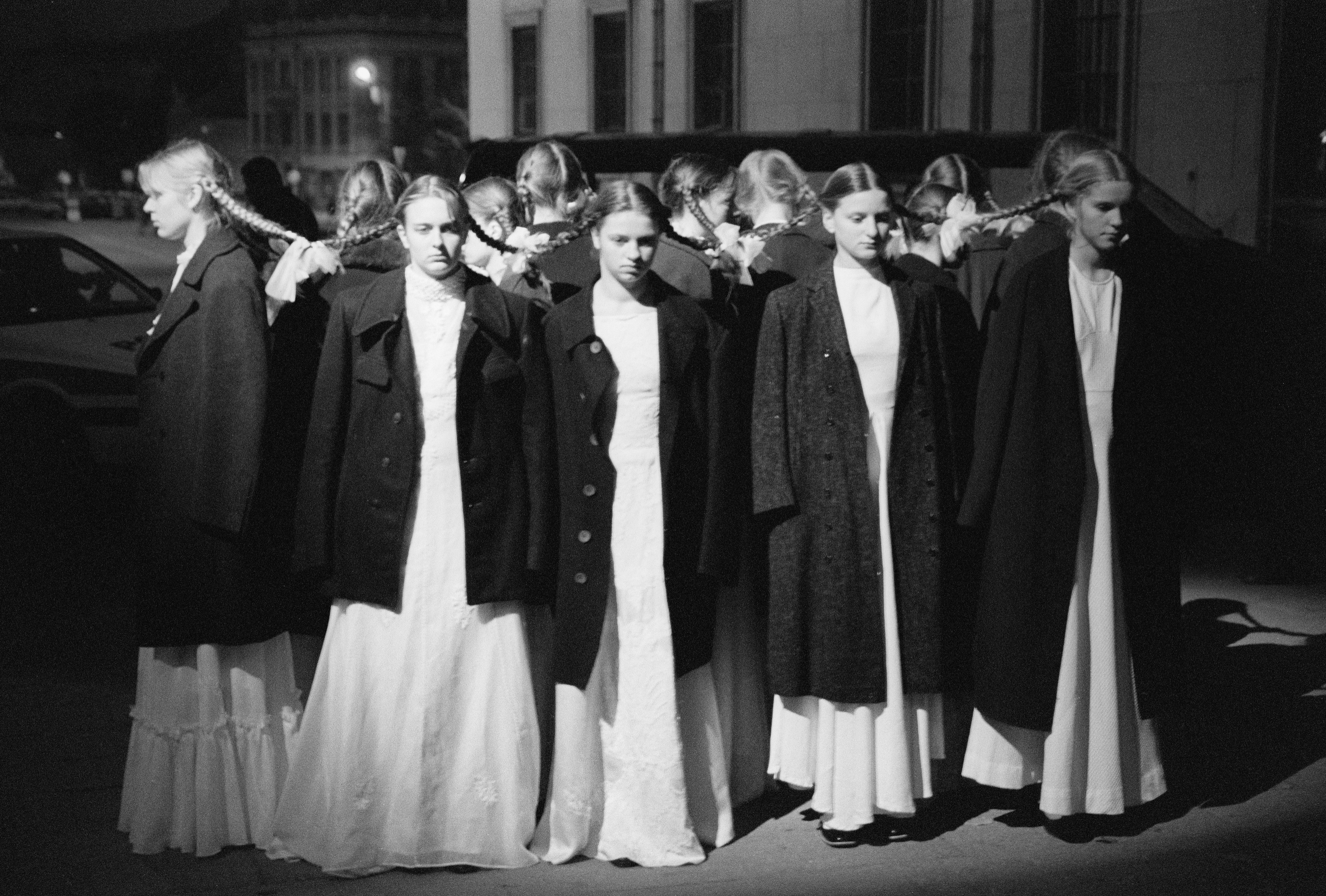
For Guilty without Guilt. Trap. Expulsion from Paradise, 1995

L'art postmodern, per oposició a l'anomenat art modern, és l'art propi de la postmodernitat, teoria sociocultural que postula l'actual vigència d'un període històric que hauria superat el projecte modern, és a dir, l'arrel cultural, política i econòmica pròpia de l'edat contemporània, marcada en termes culturals per la Il·lustració, en el polític per la Revolució Francesa i en l'econòmic per la Revolució industrial. El postmodernisme és un dels moviments més controvertits de la història de l'art i el disseny. Sorgit tant a Europa com als Estats Units, entre la dècada de 1970 i la dècada de 1990 va trencar les idees establertes sobre art i el disseny, aportant una nova consciència sobre l'estil mateix amb una barreja inestable d'allò teatral i teòric, el postmodernisme va des del ridícul al luxós: un estil visualment emocionant i polifacètic. i va trencar les barreres entre l'alta cultura i la cultura popular.
L'art postmodern emmarca diversos moviments com són la transavantguarda italiana, el neoexpressionisme alemany, el neomanierisme, el neominimalisme i el neoconceptualisme, entre altres moviments que tenen poc en comú, tret d'una voluntat de negació, superació o simplement constatació que són manifestacions realitzades amb posterioritat a l'art modern.
No s'ha de confondre amb l'art contemporani, que per definició és l'art que es produeix actualment (des dels anys 50 aproximadament), independentment del seu estil o intenció artística. Arthur Danto argumenta a After the end of art que la contemporaneïtat és el terme més ampli, i que els objectes postmoderns representen un subsector del moviment contemporani que reemplaça la modernitat i el modernisme, mentre que altres crítics notables, com Hilton Kramer, Robert C. Morgan, Kirk Varnedoe i Jean-François Lyotard, han sostingut que els objectes postmoderns són en el millor dels casos una continuació dels treballs de l'art modern.
Hi ha diverses característiques que donen a l'art la postmodernitat; aquests inclouen el bricolage, l'ús del text de manera destacada com a element artístic central, el collage, la simplificació, l'apropiació, l'art escènic, el reciclatge d'estils i temes del passat en un context modern, així com el trencament de la barrera entre belles arts i alta cultura i baixa cultura i cultura popular.

## Conceptes teòrics
El projecte modern es caracteritza per la fi del determinisme i de la supremacia de la religió, substituïts per la raó i la ciència, l'objectivisme i l'individualisme, la confiança en la tecnologia i el progrés, a les pròpies capacitats de l'ésser humà; políticament suposa la fi de les monarquies absolutes i la seva substitució per la democràcia, el poder passa de l'aristocràcia a la burgesia, el ciutadà adquireix grans drets; econòmicament es dona el pas de l'economia agrària a l'economia industrial, al capitalisme. En contraposició a això, la postmodernitat seria la superació d'aquests esquemes: es parla del fracàs del projecte modern, a causa de l'actual crisi política, cultural i ideològica. Ja no es creu en el progrés, no hi ha confiança en el futur, s'ha renunciat a les utopies, les classes socials s'han diluït, l'economia s'ha globalitzat, és una època de desencís, d'individualisme i d'introspecció.
L'art postmodern es caracteritza per la seva oposició al projecte de l'art modern vist com una evolució, com un reflex de la societat que l'envolta i el genera; rebutgen principalment el principi programàtic de l'Avantguardisme de principis del segle xx. Els postmoderns assumeixen el fracàs dels moviments d'avantguarda com el fracàs del projecte modern: les avantguardes pretenien eliminar la distància entre l'art i la vida, universalitzar l'art, l'artista postmodern, en canvi, és autoreferencial, l'art parla de l'art, no pretenen fer una tasca social.
L'art modern havia admès la impossibilitat d'aprehendre la realitat, i evolucionà fins i tot a formes artístiques immaterials: el minimalisme, l'art conceptual, l'art natura, el body-art, l'art povera, video art, Fluxus els happenings; aquesta crisi de l'objecte artístic va fracassar en gran part a causa de les galeries, que es van apropiar d'aquests nous estils i els van mercantilitzar. L'art postmodern torna sense pudor al substrat material tradicional, a l'obra d'art-objecte, elimina l'art per la vida en favor de l'art per l'art, sense pretendre fer cap revolució, cap ruptura. Així com en l'art pop la imatge tenia per missió desmitificar, fer una alienació i objectualització del món contemporani, en l'art postmodern es dona la imatge per la imatge, sense contingut ni significació, com a simple producte de la societat consumista. De fet, una part considerable del pop art és considerada plenament postmoderna (Andy Warhol, per exemple).
Els postmoderns afirmen que el fracàs de l'art d'avantguarda és la impossibilitat d'incidència en la Història real, en el comportament de les col·lectivitats, per molt que recorri a la denúncia i el compromís. S'ha produït un desfasament entre l'art i la societat, ja que l'artista ha evolucionat, però el públic s'ha quedat en un model de percepció provinent de cànons clàssics. Davant la crisi de l'objecte artístic dels anys 70, els postmoderns el reprenen com a reivindicació de l'art com a institució, atès que ha fracassat la pretensió avantguardista d'integrar l'art amb la societat. Davant les propostes de l'art d'avantguarda, els postmoderns no plantegen noves idees, ni ètiques ni estètiques; només reinterpreten la realitat que els envolta, mitjançant la repetició d'imatges anteriors, que perden així el seu sentit. La repetició tanca el marc de l'art en l'art mateix, s'assumeix el fracàs del compromís artístic, la incapacitat de l'art per transformar la vida quotidiana.
Queda per veure en el futur esdevenir històric com s'establiran les actuals corrents postmodernes en el marc històric-social, així com la seva relació amb els altres moviments encara qualificats de moderns, que en molts casos conviuen en el temps. La historiografia no està d'acord a marcar tan ràpidament diferències i ruptures entre els dos períodes, fins i tot alguns historiadors veuen una relació intrínseca entre ells: Valeriano Bozal afirma que no hi ha ruptura entre modernitat i postmodernitat, sinó una interrelació entre ambdues, la postmodernitat seria una etapa de la modernitat, una fase de reflexió sobre si mateixa. El temps dirà quina de les dues postures és la correcta, si presenciem un nou període històric o una fase més del que actualment vivim.

## Característiques
Davant de la idea de progrés, i evolució de les avantguardes artístiques, l'art postmodern defensa la cultura popular, la hibridació, es caracteritza per l'eclecticisme, la mixtificació, el nomadisme -anar d'un estil a un altre- i la desconstrucció -prendre elements estilístics del passat-, etc. Així com l'avantguarda es basava en la innovació, l'experimentació, l'evolució, els postmoderns tornen als mètodes clàssics, a la pervivència de formes i estils artístics del passat, creant una barreja d'estils, caient en la repetició, la reinterpretació, el resultat d'aquesta barreja indiscriminada de temes i estils dona lloc al "pastitx", concepte que els postmoderns assumeixen amb orgull.
S'incideix en la tradició com retorn als models clàssics de programa artístic. L'artista és lliure per transitar en qualsevol època o estil del passat, prenent lliurement qualsevol referència d'altres autors. Els artistes postmoderns recorren per igual a l'art clàssic i al d'avantguarda, fins i tot els moviments artístics immediatament anteriors a ells. Així mateix, barregen sense problemes imatges de l'art tradicional amb el còmic, el graffiti, imatges publicitàries o de mitjans de comunicació de masses. També recorren a tota mena de tècniques artístiques, des de les tradicionals a les derivades de les noves tecnologies. Tot això ho reinterpreten d'una manera subjectiva, personal, però de forma indiscriminada i irreflexiva, sense pretendre evocar algun tipus de concepte o enviar cap missatge. Assumeixen l'art com a objecte i com a finalitat en si mateix, no com a vehicle de transmissió d'una realitat cultural circumdant.
Finalment, cal remarcar que dins de l'art postmodern hi ha una gran varietat estilística i conceptual, els diversos moviments que l'integren -i dins d'aquests els diferents artistes, cadascun amb el seu segell personal- són heterodoxos i diversificats, sense caràcter programàtic, cadascun amb diferents finalitats. Hi ha notables diferències segons la geografia, sobretot entre Europa i els Estats Units, on té potser un tint més crític i reflexiu. Potser per això molts crítics no veuen un segell unívoc a l'art postmodern, sinó que ho consideren un "calaix de sastre" on situar diverses tendències que només tenen en comú la seva oposició al projecte modern. Tot i així, l'art postmodern serà sens dubte, amb aquest nom o amb un altre que pugui rebre en el futur amb més perspectiva històrica, l'art propi de finals del segle XX i principis del XXI.

## Història i evolució
El terme postmodern es va començar a aplicar en art a mitjans de la dècada de 1970, inicialment en el terreny de l'arquitectura: durant aquests anys hi va haver una tendència entre els arquitectes que experimentaven noves solucions estilístiques a abandonar el racionalisme arquitectònic que havia preponderat des dels anys 1920, caracteritzat per les formes pures i minimalistes. Davant d'aquesta forma racional d'entendre l'arquitectura sorgeix una nova generació que cerca formes més dinàmiques, més vitalistes, recorrent a referències històriques del passat i aportacions d'altres cultures, generant un estil eclèctic i multirreferencial. Un clar exemple seria la Piazza d'Itàlia de Nova Orleans, de Charles Moore (1975-1980).
El Pop Art i el minimalisme, que van començar com a moviments modernistes són considerats com a precursors o art postmodern de transició a partir d'un canvi de paradigma i l'escissió filosòfica entre el formalisme i l'antiformalisme a principis dels anys setanta. Altres moviments moderns citats com a influents en l'art postmodern són l'art conceptual i l'ús de tècniques com l'assemblage, el muntatge, el bricolage i l'apropiació. El què va començar com un moviment marginal i radical en la dècada de 1970, es va convertir dominant en la dècada de 1980, en la dècada del disseny en què la imatge ho era tot, quan l'energia de la subcultura post-punk i la new wave es va difondre a través de revistes i vídeos musicals i gràfics d'avantguarda en els què tot era exagerat i amb colors vius en una declaració d'estil.
En els anys 1980 el concepte de postmodern va passar a reflectir-se en altres formes artístiques, com la pintura, l'escultura, el videoart, el còmic i el disseny, entre d'altres. Les primeres obres que van albirar aquesta tendència van ser les d'artistes que van afegir elements populars a les seves obres, com Richard Prince, o que van realitzar diverses combinacions d'elements, com Tim Rollins. En aquesta època es van passar a l'art postmodern molts artistes que venien d'estils anteriors, sobretot de l'art conceptual, com Hans Haacke, que en la seva obra La llibertat ara serà patrocinada, a part de les despeses menors (Postdamerplatz, Berlín, 1990) incloïa un epitafi de Goethe: "l'art segueix sent art", un autèntic lema de l'art postmodern.
Des dels seus inicis l'art postmodern ha viscut submergit en la polèmica i la indefinició conceptual i programàtica. Sent la postmodernitat tant un rebuig de la modernitat com la seva continuació, els artistes postmoderns han procurat -sense aconseguir-ho del tot- buscar un llenguatge i un estil propis, però el moviment ha viscut disgregat, fragmentat, no s'ha aconseguit una aglutinació estilística comú, com a molt diversos punts de contacte entre artistes o grups generalment d'una mateixa nacionalitat, com la transavantguarda italiana o el neoexpressionisme alemany. L'art postmodern es defineix més per la indefinició, per la diversitat d'estils i materials, per la barreja d'elements antics i nous, experimentant amb els colors i les textures i apropiant-se d'elements del passat.Davant de la utopia estètica moderna, la postmodernitat reflecteix l'aspecte plural i globalitzat de la societat de finals del segle xx, caracteritzat pels mitjans de comunicació de masses i el creixement de la cultura visual, amb una gran proliferació d'imatges, tant impreses com electròniques, diluint la frontera entre la realitat i la seva representació, així com el concepte d'originalitat.
Així doncs, els artistes postmoderns s'afanyen a desmitificar la imatge, en desproveir del seu sentit icònic, representatiu, conceptual. Artistes com Sherrie Levine, Jeff Koons, Julian Schnabel, David Salle, Mike Bidlo, Louise Lawler i Jeff Wall busquen despullar a la imatge del seu sentit convencional, donant-li nous significats basats en la descontextualització, en l'anarquia estètica. Alguns artistes postmoderns es comprometran més amb la societat de finals del segle xx, incorporant a les seves obres referències relatives als nous conceptes de reivindicació social: la sexualitat, el feminisme, la diversitat ètnica, el medi ambient, etc. Jean-Michel Basquiat va reflectir en la seva obra la denúncia contra el racisme, amb obres impactants on barreja l'art tradicional amb el graffiti, amb influència de l'art africà. Keith Haring va tractar el tema de l'homosexualitat, amb obres fortament influïdes pel còmic. David Wojnarowicz va expressar en les seves obres una temàtica centrada en el sexe, la malaltia i la mort, amb referències al sida, la nova malaltia del finals del segle xx. Així mateix, artistes com Mary Kelly, Barbara Kruger, Jenny Holzer i Cindy Sherman van plasmar el paper de la dona en la societat del seu temps.

## Moviments postmoderns
- Expressionisme abstracte
- Transavantguarda
- Neoexpressionisme
- Figuració Lliure
- Neomanierisme
- Simulacionisme
- Bad painting
- Neo-pop
- Nova imatge
- Superflat
- Fluxus
- Appropriation art i Neo-conceptual art
- Institutional Critique